# 磁気ドラムメモリ

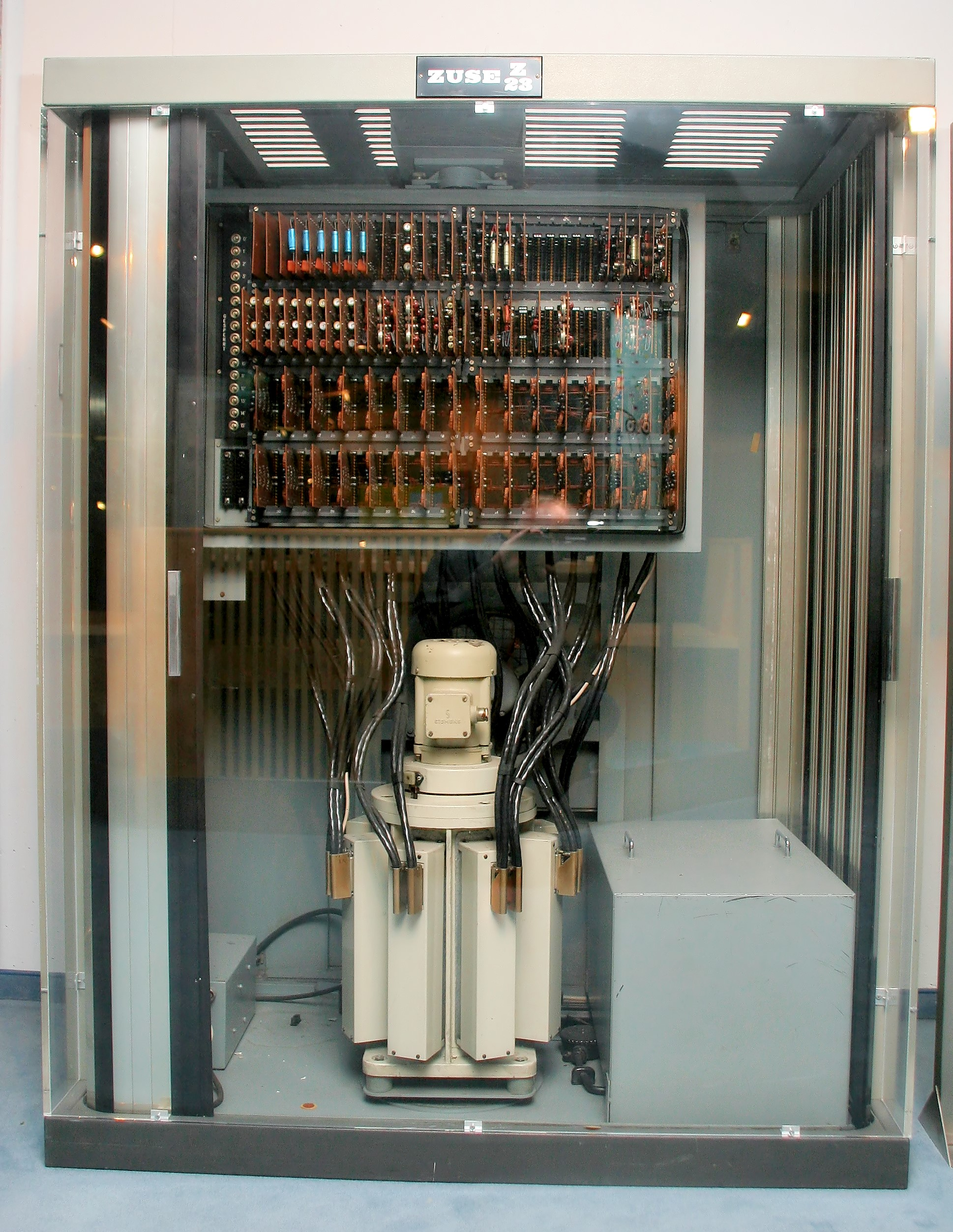
磁気ドラムメモリ装置

磁気ドラムメモリ（じきドラムメモリ、Magnetic Drum Memory）は、1932年、オーストリア・ウィーン出身のドイツの技術者グスタフ・タウシェクが発明した記憶装置である。

## 概要
磁気ドラムメモリは1950年代から1960年代にかけて、コンピュータの記憶装置として広く使われた。ICによるRAMが開発され大量生産される前であったこの時代、高速さを要求される主記憶装置用の記憶素子としては磁気コアメモリがあった。しかし、1ビットあたり1個のフェライトビーズが使用され、マトリックス方式とはいえ多数の配線を必要とし大量生産によるコスト低下にも限度があるコアメモリはあまりに高価であった。速度は遅くてもいいからとにかくコンピュータが欲しいという需要に対して主記憶装置としても多用されたが、低速さと大容量という点は、どちらかと言えば補助記憶装置向きである。安価なマシンは一般に生産量が多いため、非常に一般的にもなりコンピュータをドラムマシンと呼ぶこともあった。その後、主記憶装置用としては磁気コアメモリの価格低下や、さらにはICによるRAMの価格低下により置き換えられ、補助記憶装置用としては磁気ディスク装置に置き換えられていった。

## 特徴

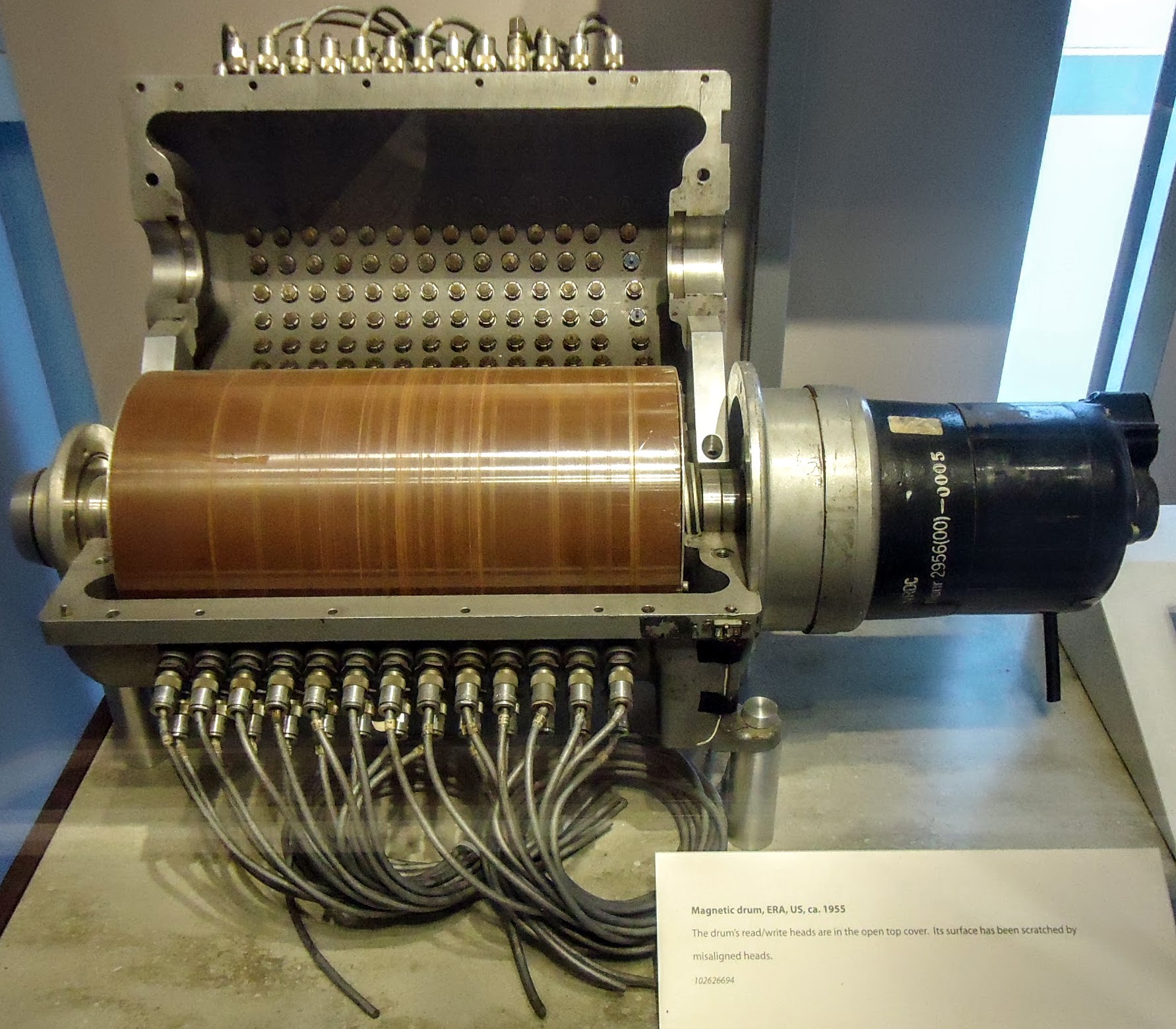
磁気ドラムメモリの構造

ドラムは大きな金属のシリンダーであり、強磁性記録材料物質で表面がコーティングされている。これはハードディスクドライブの円盤をドラム状にしたようなものであり、読み書きを行う一列の磁気ヘッドがドラムに付属していて、各ヘッドに対応してトラックが存在した。
ドラムとディスクの大きな違いは、ドラムでは磁気ヘッドを移動させることがないという点である。そのため、シークタイムがなくなり、ディスクより高速に読み書きできうる。コントローラはドラムの回転によってそのデータが磁気ヘッドのところに到達するのを単に待てばよい。ドラムの性能は回転速度に依存するが、ディスクの場合はさらにヘッドの移動速度が問題となる。その一方、容量の少なさが欠点として挙げられる。

## 最適化
性能を向上させるため、プログラマはコードの配置を慎重かつ緻密に計算した。ある命令を実行して次の命令を実行するために磁気ドラムメモリから読もうとしたときにちょうどその命令が磁気ヘッドの位置に来るよう計算したのである。これによりドラムの回転を待たずに次々と命令を実行できるようにした。この方式は後にセクタインターリーブとして、フロッピーディスクやハードディスクのセクタ配置最適化に応用されている。